# Tiedemann Giese
Tiedemann Giese (Danzica, 1º giugno 1480 – Lidzbark, 23 ottobre 1550) è stato un vescovo cattolico e teologo polacco, vescovo di Chełmno (Kulm) e in seguito di Varmia.
Il suo interesse per la matematica, l'astronomia e la teologia lo portò ad essere mentore di importanti giovani studiosi, tra cui Niccolò Copernico. Fu un prolifico scrittore e teologo e pubblicò una serie di opere sulla riforma della chiesa. Tiedemann era un membro della famiglia patrizia Giese di Danzica. Gli antenati della famiglia Giese provenivano da Unna in Vestfalia, vicino a Colonia. Suo padre era Albrecht Giese e suo fratello minore, il mercante della Lega anseatica Georg Giese.

## Biografia
Giese era il quinto figlio di Albrecht Giese e sua moglie Elisabeth Langenbeck, entrambi membri di una ricca famiglia di mercanti. La sua famiglia paterna era emigrata da Colonia a Danzica nel 1430. Suo padre era il sindaco di Danzica e lo zio di sua madre, Johann Ferber, lo era stato in precedenza.
All'età di 12 anni, Tiedemann, insieme a suo cugino, Johann Ferber, entrò all'Università di Lipsia e successivamente studiò a Basilea e in Italia. Conseguì un titolo di studio in Teologia. Giese era considerato uno dei migliori studiosi della Prussia, esperto in teologia e scienze. All'età di 24 anni, lui e Mauritius Ferber (forse un cugino) divennero sacerdoti nella chiesa cattolica di San Pietro e San Paolo.
Fu segretario del re di Polonia, e successivamente nominato canonico di Frauenberg (Frombork), dove rimase per 30 anni. La sua residenza era il castello episcopale di Frauenberg. Il re lo nominò vescovo di Kulm (Chełmno) il 22 settembre 1537 (ratificato dal papa l'11 gennaio 1538). Verso la fine della sua vita, divenne vescovo di Varmia.
Giese era supportato dal cancelliere Lucas David. Era un umanista e un liberale di stampo Erasmiano. Pur essendo cattolico, dimostrò una relativa tolleranza nei confronti dei luterani. Si fece portavoce di un gruppo di uomini liberali e tolleranti che volevano mediare tra i "vecchi credenti" e i "nuovi credenti". Nei suoi scritti, espresse l'obiettivo di conciliare i rami cattolici e protestanti della chiesa.
Il vescovo Giese fu per tutta la vita amico dell'astronomo e fautore dell'eliocentrismo Niccolò Copernico e condivise il suo interesse per l'astronomia. Essendo molto ricco, Giese aveva gli strumenti migliori che, di volta in volta, prestava a Copernico. Giese, sette anni più giovane di Copernico, era anche sufficientemente istruito per poter seguire gli studi di Copernico. Giese acquistò al suo amico una meridiana e gli diede uno strumento con cui poter osservare gli equinozi. Il matematico Rheticus pubblicò un elenco degli strumenti astronomici di Giese, che considerava una raccolta creata da uomini che comprendevano veramente la matematica dell'epoca.
Giese incoraggiò attivamente Copernico a pubblicare le sue scoperte in relazione al movimento dei pianeti nel sistema solare. A sua volta, Copernico riconosceva il suo debito nei confronti dei molti amici, in particolare Giese e Rheticus, che lo avevano sostenuto e incoraggiato a pubblicare.
Nel 1516 Giese fu coautore, insieme a Copernico, di una lettera al re polacco Sigismondo I il Vecchio che chiedeva la protezione del re sul territorio della Prussia contro i cavalieri teutonici e in generale sosteneva gli interessi della corona polacca contro quella dell'Ordine teutonico. Danzica aveva fatto parte dell'ordine teutonico sin dall'invasione teutonica della Pomerania di Danzica nel 1308 e sebbene la sua popolazione fosse etnicamente tedesca, aveva raggiunto l'indipendenza (ad esempio aveva un proprio potere giudiziario e coniato la propria moneta). Gli abitanti della regione avevano evitato di diventare parte della Polonia ma si erano rivolti al re polacco per avere un sostegno contro gli aggressori teutonici.
Giese lavorò anche sull'aggiornamento della legge di Kulm (un documento che stabiliva una forma di governo per alcune città dell'area) mentre era canonico in Varmia. Il 1º luglio 1536 fu designato dal re di Polonia, Sigismondo I, che lo considerava un diplomatico di grande valore, come vescovo di Kulm e fu successivamente confermato dal papa. Dopo la morte di Mauritius Ferber, Giese divenne principe vescovo.
Giese fu descritto dai suoi contemporanei come un uomo molto pio, estremamente istruito, amico leale, generoso e un uomo che sosteneva i bisognosi. Niccolò Copernico spiegò che il suo "amico devoto, Tiedeman Giese, [era] un uomo pieno del più grande zelo per le arti divine e liberali".
Giese era uno scrittore prolifico. Corrispondeva regolarmente con giovani studiosi ambiziosi, incoraggiandoli e seguendo le loro carriere con interesse. Nella prefazione del suo libro De Revolutionibus, Copernico attribuisce a Giese l'incoraggiamento alla pubblicazione e lo esorta a non nascondere i principi sui quali ha dedotto la sua teoria dei moti planetari. Ebbe una corrispondenza attiva con l'umanista Erasmo da Rotterdam; il riformatore luterano Filippo Melantone e il filosofo umanista Damião de Góis.
Tra le sue pubblicazioni conosciute vi sono Centum et decem assertiones, quas auctor earum Flosculos appellavit de homine interiore et exteriore e Antilogikon, una confutazione polemica del riformatore luterano Johann Briesmann. Scrisse anche De Regno Christi in cui immagina una chiesa riformata, riunita e rinvigorita, ma di cui ora restano solo frammenti. Scrisse anche un trattato a difesa della teoria dei moti planetari di Copernico. La maggior parte delle altre sue opere sono andate perdute, incluso un trattato su Aristotele.
Il suo amico Copernico (morto nel 1543) lasciò in eredità i suoi scritti a Giese e lasciò la sua biblioteca all'amministrazione della chiesa. Il vescovo Giese morì a Heilsberg (Lidzbark) e fu sepolto accanto a Copernico nella cattedrale di Frauenburg (Frombork).

## Opere
- Antilogikon flosculorum Lutheranorum (1523)[1]
- Anacrisis nominis Jesus (1542)[25]

## Genealogia episcopale
La genealogia episcopale è:
- Vescovo Jan Konarski
- Arcivescovo Andrzej Krzycki
- Vescovo Johannes Dantiscus
- Vescovo Tiedemann Giese